# Penetrometer (Boden)
Das Penetrometer misst den Eindringwiderstand des Bodens im Feld bis etwa 1 m Tiefe als einen Druck im Bereich von 0 bis 5 MPa (1 MPa = 0,1 kN/cm² ≡ 10,1972 kg/cm²).

## Aufbau
Das Penetrometer besteht aus

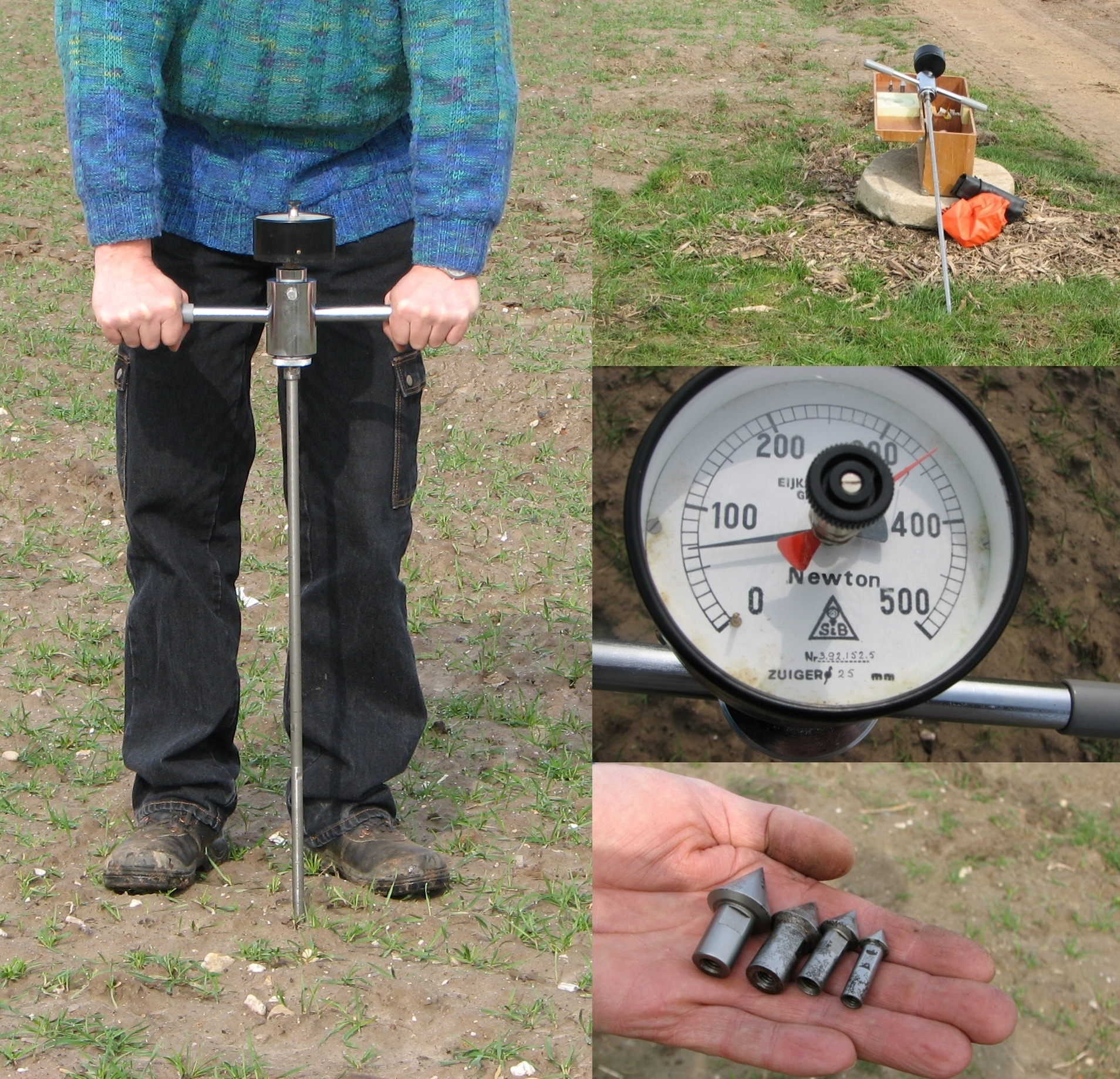
Abbildung 1: Handpenetrometer im Feldeinsatz, Werkzeugkoffer, Kraftmesser und Sondierspitzen

- einer nicht rostenden, metallenen Sondierstange von 90 bis 110 cm Länge, die bedarfsweise durch ähnliche Stangen verlängert werden kann.
- am bodenseitigen Ende trägt die Sondierstange einen Sondierkonus mit einer Grundfläche, die größer ist als der Querschnitt der Sondierstange. 
Der Konus kann unterschiedliche Öffnungswinkel haben; meist liegt der Winkel bei 60°. Messungen mit unterschiedlichen Öffnungswinkeln lassen sich nicht untereinander vergleichen.
- zwischen den Handgriffen oder darunter trägt die Sondierstange einen Kraftmesser.

Der Kraftmesser basiert auf einer Druckfeder oder einer Manometerdose mit
- einer Zeigeranzeige, die oft mit einem Schleppzeiger zur Anzeige des Maximalwertes ausgerüstet ist; oder
- einer Schreibvorrichtung, dann spricht man von einem analogen Penetrographen; oder
- einer digitalen Messwertaufnahme, als digitaler Penetrograph oder Penetrologger bezeichnet und teilweise mit einem GPS-Empfänger ausgestattet.

Bezieht man die gemessene Kraft auf die Grundfläche des Sondierkonus ergibt sich ein Druck-Messwert.

### Varianten
Bei kleineren Bauformen trägt die Sondierstange meist keinen separaten Sondierkonus und geht unmittelbar über in eine Druck-Federwaage, deren Gehäuse zugleich den Handgriff darstellt. Solche Geräte sind gut für waagerechte Messungen geeignet wie in der Wand eines Bodenprofils.
Mit dem Penetrometer verwandt ist die Schlagsonde als kleine Variante der Rammsondierung. Bei ihr wird eine Sondierstange mit meist fest montiertem Sondierkonus nicht durch Handdruck, sondern durch Schläge eines Fallgewichtes in den Boden getrieben. Das Fallgewicht umfasst als dickes Metallrohr die Sondierstange und wird über eine definierte Strecke entlang der Sondierstange auf ein an der Sondierstange fixiertes Widerlager (Amboss) fallen gelassen. Hier wird die Kraftmessung durch das Zählen der Schläge des Fallgewichtes ersetzt und diese Anzahl zusammen mit der erreichten Eindringtiefe notiert.

## Einsatz
Üblicherweise wird das Penetrometer senkrecht in den Boden gedrückt. Dabei dient eine Wasserwaage am Handgriff dazu, das Penetrometer senkrecht in den Boden zu treiben. Dadurch wird erreicht, dass die Sondierstange nicht an der Bohrungswand reibt, sondern sich frei in dem durch den Konus geöffneten Raum bewegen kann. Die Reibung an der Bohrungswand ist eine der Fehlerquellen bei der Messung des Eindringwiderstandes mit dem Penetrometer.
Bei einem Handpenetrometer ohne Schreibvorrichtung wird an jeder Messstelle manuell für vorgegebene Tiefenschritte von 5 oder 10 cm der (maximale) Eindringwiderstand notiert.
Die Messstellen liegen als Raster oder in markanten Schnittlinien auf der Versuchsfläche; hinsichtlich des Messpunktabstandes sind Voruntersuchungen zweckmäßig, die eine Aussage über die Messwertvariabilität in der Fläche zulassen.

## Einflussgrößen des Eindringwiderstands in den Boden
Der Eindringwiderstand des Bodens ist eine Summengröße und hängt von vielen Bodeneigenschaften ab:
- Bodenart 
Die Anteile an Sand, Schluff und Ton haben keinen eindeutig gerichteten Einfluss. Sie wirken über die Scherfestigkeit und die zeitlich hoch variable Bodenfeuchte und Wasserleitfähigkeit auf den Eindringwiderstand.
- Lagerungsdichte 
Eine höhere Lagerungsdichte führt zu einem höheren Eindringwiderstand; ein Beispiel dafür ist die Pflug- oder Bearbeitungssohle landwirtschaftlich genutzter Flächen.
- Einlagerungsverdichtung (Verfestigung) 
 Eigentlich locker aneinander liegende Mineralpartikel können im gesamten Bodenkörper durch eine [Eisen-] Krustenbildung (Eisenschwarte, Ortstein, Orterde) verfestigt werden. Dann wird ein hoher Eindringwiderstand gemessen, obwohl die Lagerungsdichte gering und auch die Wasserleitfähigkeit hoch ist.
- Feuchte (Bodenwasserspannung) 
Eine hohe Bodenfeuchte führt bei gleichen Lagerungsdichten zu niedrigeren Eindringwiderständen. 
 Achtung: Das kann auch dazu führen, dass ein an der Oberfläche abgetrockneter, mit zunehmender Tiefe aber noch feuchter Boden bei der Messung mit dem Penetrometer eine deutlich höhere Lagerungsdichte in größerer Tiefe „versteckt“.
- Scherfestigkeit 
Der Eindringwiderstand steigt mit der Scherfestigkeit.
- Humusgehalt 
Ein deutlich erhöhter Humusgehalt senkt den Eindringwiderstand.
- Grobbodengehalt (Steine, Kies oder Grus) 
Ein höherer Grobbodengehalt erhöht bei gleichbleibender oder geringfügig niedrigerer Lagerungsdichte den Eindringwiderstand, weil die Verdrängung der Steine mehr Kraft erfordert als die Verdrängung kleiner Mineralpartikel.

Jede Änderung eines dieser Faktoren führt zu abweichenden Eindringwiderständen, ohne dass die Abweichungen faktorenspezifisch identifiziert werden können. Daher sind Eindringwiderstandswerte nicht normalverteilt und sie verändern sich nicht kontinuierlich, sondern oft sprunghaft über Fläche und Tiefe.

## Auswertung
Das Penetrometer liefert mit dem Eindringwiderstand Messwerte, die bei gleicher Bodenfeuchte sowie vergleichbaren Humus- und Grobbodengehalten in Böden ohne Krusten- oder Kittgefüge die flächenhafte und tiefenbezogene Verteilung von Fahrspuren, Fahrgassen, Vorgewenden, Pflug- bzw. Bearbeitungssohlen oder auffällig dichte Unterböden erkennen lassen (Bodenverdichtung). Dadurch können die bodenphysikalischen Auswirkungen unterschiedlicher Bodenbearbeitungsverfahren erkannt oder Maßnahmen einer Rekultivierung wie die Lockerung verdichteter Unterböden kontrolliert werden.
Es ist schwierig, aus den Messungen des Eindringwiderstandes eindeutige Aussagen zur Durchwurzelbarkeit wie für landwirtschaftliche Kulturpflanzen oder über Wachstumsbedingungen für Bäume in städtischen Straßen und Parks abzuleiten, weil diese von vielen weiteren Faktoren abhängen. Zudem wachsen Wurzeln nicht nur in Richtung der Wurzelspitze vorwärts in den Boden hinein, sondern auch seitlich („radial“), was bei der Messung mit dem Penetrometer nicht erfasst werden kann.
Bei der Auswertung sollte man eher unter gleichen Bedingungen gemachte Messungen ohne Berücksichtigung der konkreten physikalischen Einheit miteinander vergleichen als Eigenschaften oder Nutzungsmöglichkeiten aus der Über- oder Unterschreitung als kritisch eingestufter Messwerte abzuleiten.
Aufgrund ihrer breiten Empfindlichkeit ist die Messung mit dem Penetrometer die Methode der Wahl für räumliche und zeitbezogene (Bodenwassergehalt) Aussagen zur Homogenität des Eindringwiderstands von Böden wie die Auswahl repräsentativer Flächen.